# Nils Sandström
Nils Sandström (Göteborg, 9 agosto 1893 – Stoccolma, 17 giugno 1973) è stato un velocista svedese.

## Palmarès
- Giochi olimpici

Anversa 1920: bronzo nella staffetta 4×100 metri.